# Patrick Forrester
Patrick Graham Forrester (El Paso, 31 marzo 1957) è un astronauta statunitense.
Ha partecipato a tre missioni dello Space Shuttle: STS-105, STS-117, STS-128 come specialista di missione.